# Kamienica (dopływ Morawki)
Kamienica – rzeka górska w południowej Polsce w woj. dolnośląskim w Sudetach Wschodnich, w Górach Bialskich.
Górska rzeka, o długości około 8,5 km, lewy dopływ Morawki, jest ciekiem V rzędu należącym do dorzecza Odry, zlewiska Morza Bałtyckiego.

## Położenie
Źródło rzeki położone jest na obszarze Śnieżnickiego Parku Krajobrazowego w południowo-wschodniej części Masywu Śnieżnika na południowy wschód od szczytu Śnieżnika na południowo-wschodnim jego zboczu zwanym Czarci Gon na wysokości ok. 1210 m n.p.m., poniżej ruin dawnego schronu dla bydła „Owczarnia”.

## Charakterystyka
W części źródliskowej rzeka płynie w kierunku wschodnim Lejem Średnim, stanowiącym wąską zalesioną doliną wytworzoną między Czarnym Grzbietem po północnej stronie i Piernikarską Grzędą po południowej stronie. Niżej na poziomie 890 m n.p.m. u południowego zbocza Czarnego Grzbietu rzeka ostro skręca ok. 90° na północ i płynie V-kształtną wąską, głęboka wciętą doliną o stromych zboczach, w kierunku ujścia, gdzie na wysokości ok. 550 m n.p.m. w Bolesławowie uchodzi do Morawki. Górny bieg rzeki zaliczany jest do najpiękniejszych pod względem krajobrazowym w Górach Bialskich. Koryto rzeki kamienisto-żwirowe słabo spękane i na ogół nieprzepuszczalne. Zasadniczy kierunek biegu rzeki jest północny. Jest to rzeka górska odwadniająca środkowo-wschodnią część Masywu Śnieżnika. Rzeka nieuregulowana dzika. W większości swojego biegu płynie obok drogi, wśród terenów niezabudowanych, brzegi w 75% zadrzewione, szerokość koryta do 1,5 m, a śr. głębokość 0,25 m, dno bez roślin. Rzeka charakteryzuje się dużymi nie wyrównanymi spadkami podłużnymi. Gwałtowne topnienie śniegu wiosną, a w okresach letnich wzmożone opady i ulewne deszcze, które należą w tym rejonie do częstych zjawisk sprawiają wezbrania wody i często przybierają groźne rozmiary, stwarzając zagrożenie powodziowe w dolnym biegu.

## Budowa geologiczna
Rzeka płynie przez obszar zbudowany ze skał metamorficznych – metamorfik Lądka i Śnieżnika. Tworzą go łupki łyszczykowe i gnejsy śnieżnickie, a podrzędnie kwarcyty, amfibolity i łupki amfibolitowe, erlany i łupków grafitowych.

## Dopływy
Kilka bezimiennych strumieni i potoków mających źródła na zboczach przyległych wzniesień oraz kilkanaście cieków okresowych.

## Miejscowości nad rzeką
Kamienica, Bolesławów.

## Rozwój osadnictwa wzdłuż rzeki
Osadnictwo w dolnym biegu Kamienicy rozwinęło się na początku XV wieku w celu prowadzenia wyrębu lasu i przetwórstwa drewna. Na przełomie XV i XVI wieku w dolinie rzeki funkcjonowała kopalnia „Sankt Wilhelm”, w której wydobywano rudy srebra i żelaza. W 1939 roku w dolinie rzeki osiedlonych było ponad 1000 mieszkańców. Po 1945 roku dolina znacznie się wyludniła. Została zasiedlona tylko w niewielkiej części. Po 60 latach od wymiany narodowościowej liczba ludności nie sięgała nawet 10% poprzedniego stanu. Mieszkańcy doliny w większości utrzymywali się z pracy w lesie.

## Turystyka
Prawie wzdłuż całej długości rzeki, prowadzi żółty szlak turystyczny (od Bolesławowa do turystycznego przejścia granicznego).